# エドワード・ノートン
エドワード・ハリソン・ノートン（Edward Harrison Norton, 1969年8月18日 - ）は、アメリカ合衆国の俳優、映画監督。

## 来歴

### 生い立ち
マサチューセッツ州ボストンで生まれ、メリーランド州コロンビアで育つ。父親のエドワード・モーア・ノートンJr.は環境問題に取り組む弁護士でカーター政権時に連邦検察官を務め、母親のリディア・ロビンソンは英語教師で1997年に脳腫瘍で死去する。2人の弟がいる。
イェール大学で天文学と歴史と日本語を学ぶも、卒業後に俳優をこころざしてニューヨークへ出るほか、日本では祖父ジェームズ・ラウスの都市計画家としての仕事を手伝うため、大阪に約4ヶ月滞在して海遊館の巨大水槽設置に携わり、英会話学校NOVAのテキストに掲載される。現在も日本語会話を嗜み、『インクレディブル・ハルク』のジャパンプレミアで来日した際には日本語で「日本滞在は4ヶ月くらい」と答え、おすぎの「頭がスマートなのね」との問いかけに「練習したんだよ」と答えている。
TV番組『ファインディング・ユア・ルーツ』の調査で、ジョン・ロルフとポカホンタスの夫婦が12代前の祖先であることが判明した。

### キャリア
数年間、ウエイターなど様々な仕事に就きながら、1993年からシグニチャー・シアター・カンパニーのメンバーとして多数の舞台に出演。1996年に2000人以上のオーディションから『真実の行方』のアーロン役に抜擢されて映画デビューし、多重人格障害の疑いがある殺人容疑者役を演じてアカデミー助演男優賞にノミネートされ、ゴールデングローブ賞 助演男優賞を受賞。1998年に『アメリカン・ヒストリーX』でネオナチに走る若者を演じてアカデミー主演男優賞にノミネート。結果として同作のノートンではなく『ライフ・イズ・ビューティフル』のロベルト・ベニーニが受賞したことは「誤った選択」と評する声もあった。なお、ノートンはサウスイースタン映画批評家協会賞主演男優賞およびゴールデン・サテライト賞最優秀主演男優賞を受賞した。2014年公開の『バードマン あるいは（無知がもたらす予期せぬ奇跡）』で第72回ゴールデングローブ賞と第87回アカデミー賞の助演男優賞にノミネートされる。
2000年に公開された『僕たちのアナ・バナナ』で初めて監督を務めた。その後、小説『マザーレス・ブルックリン』を原作とした2019年公開の映画『マザーレス・ブルックリン』でも監督を務めた。
2024年、『名もなき者/A COMPLETE UNKNOWN』では、フォーク歌手のピート・シーガーを演じ、第97回アカデミー賞では助演男優賞にノミネートされた。
ハリウッド俳優の中でも特に演技力を高く評価されている。

### 私生活
- 「地下鉄に乗るのを止めなければいけないのなら、それは心臓発作にかかったようなものだ」とインタビューで答えている。
- ボルチモア・オリオールズのファン。
- 自家用操縦士免許を有している。
- 過去にサルマ・ハエック、コートニー・ラブらと交際[5]。
- 2011年に映画プロデューサーショーナ・ロバートソンと婚約して2013年3月に第1子の男児をもうける。
- 現在[いつ?]はニューヨークに在住。

## 主な出演作品
※役名の太字表記は主演。

### 映画
| 年   | 題名                                                                                              | 役名                                        | 備考 | 吹き替え                                      |
| ---- | ------------------------------------------------------------------------------------------------- | ------------------------------------------- | --- | --------------------------------------------- |
| 1996 | 真実の行方 Primal Fear                                                                            | アーロン・スタンプラー                      | ゴールデングローブ賞 助演男優賞受賞 アカデミー助演男優賞ノミネート 英国アカデミー賞 助演男優賞ノミネート | 遊佐浩二                                      |
| 1996 | ラリー・フリント The People vs. Larry Flynt                                                       | アラン・アイザックマン                      | | 平田広明                                      |
| 1996 | 世界中がアイ・ラヴ・ユー Everyone Says I Love You                                                 | ホールデン・スペンス                        | 宮本充 |                                               |
| 1998 | ラウンダーズ Rounders                                                                             | レスタ・“ワーム”・マーフィ                  | 桐本琢也 |                                               |
| 1998 | アメリカン・ヒストリーX American History X                                                        | デレク・ヴィンヤード                        | アカデミー主演男優賞ノミネート サウスイースタン映画批評家協会賞主演男優賞受賞 ゴールデン・サテライト賞最優秀主演男優賞受賞 シカゴ批評家協会賞最優秀主演男優賞ノミネート オンライン映画批評家協会賞最優秀主演男優賞ノミネート タオルミーナ映画祭最優秀主演男優賞受賞 | 家中宏                                        |
| 1999 | ファイト・クラブ Fight Club                                                                       | ナレーター（ジャック）                      | | 平田広明（ソフト版） 森川智之（フジテレビ版） |
| 2000 | 僕たちのアナ・バナナ Keeping the Faith                                                            | ブライアン・フィン神父                      | 兼監督・製作 | 松本保典                                      |
| 2001 | スコア The Score                                                                                  | ジャック・テラー                            | スクリプト（クレジットなし） | 家中宏                                        |
| 2002 | デス・トゥ・スムーチー Death to Smoochy                                                           | シェルダン・モープス / スムーチー・ザ・リノ | | （吹き替え版なし）                            |
| 2002 | フリーダ Frida                                                                                    | ネルソン・ロックフェラー                    | スクリプト（クレジットなし） | 田中正彦（ソフト版） 山本格（Netflix版）      |
| 2002 | レッド・ドラゴン Red Dragon                                                                       | ウィル・グレアム                            | | 井上倫宏（ソフト版） 小森創介（テレビ東京版） |
| 2002 | 25時 25th Hour                                                                                    | モンティ・ブローガン                        | 平田広明 |                                               |
| 2003 | ミニミニ大作戦 The Italian Job                                                                    | スティーヴ・フレゼリ                        | 平田広明 |                                               |
| 2004 | ダイヤモンド・イン・パラダイス After the Sunset                                                   | レイカーズファンの観客                      | カメオ出演 | 不明                                          |
| 2005 | ダウン・イン・ザ・バレー Down in the Valley                                                       | ハーレン                                    | 兼製作 | 井上倫宏                                      |
| 2005 | キングダム・オブ・ヘブン Kingdom of Heaven                                                        | ボードゥアン4世                             | | 家中宏                                        |
| 2006 | 幻影師アイゼンハイム The Illusionist                                                              | アイゼンハイム                              | 阪口周平 |                                               |
| 2006 | ペインテッド・ヴェール 〜ある貴婦人の過ち〜 The Painted Veil                                      | ウォルター・フェーン                        | 日本劇場未公開 | 福里達典                                      |
| 2008 | インクレディブル・ハルク The Incredible Hulk                                                      | ブルース・バナー / ハルク                   | 兼脚本（クレジットなし） | 水嶋ヒロ                                      |
| 2008 | プライド&グローリー Pride and Glory                                                               | レイ・ティアニー                            | 兼製作 日本劇場未公開 | 平田広明                                      |
| 2008 | バスティン・ダウン・ザ・ドア Bustin Down The Door                                                 | ナレーター                                  | ドキュメンタリー | （吹き替え版なし）                            |
| 2009 | マッド・ブラザー Leaves of Grass                                                                  | ビル・キンケイド ブラディ・キンケイド       | 兼製作 日本劇場未公開 | 家中宏                                        |
| 2009 | ウソから始まる恋と仕事の成功術 The Invension of Lying                                             | 交通巡査                                    | | 多田野曜平                                    |
| 2010 | ストーン Stone                                                                                    | ジェラルド・クリーソン（ストーン）          | 平田広明 |                                               |
| 2012 | ムーンライズ・キングダム Moonrise Kingdom                                                         | ランディ・ウォード                          | 家中宏 |                                               |
| 2012 | ボーン・レガシー The Bourne Legacy                                                                | リック・バイヤー                            | 森田順平 |                                               |
| 2012 | ディクテーター 身元不明でニューヨーク The Dictator                                                | 本人役                                      | クレジットなし | 不明                                          |
| 2012 | 恋人はセックス依存症 Thanks for Sharing                                                           | N/A                                         | 製作総指揮 日本劇場未公開 | N/A                                           |
| 2014 | グランド・ブダペスト・ホテル The Grand Budapest Hotel                                             | ヘンケルス警部補                            | | 星野健一                                      |
| 2014 | バードマン あるいは（無知がもたらす予期せぬ奇跡） Birdman or (The Unexpected Virtue of Ignorance) | マイク・シャイナー                          | アカデミー助演男優賞ノミネート ゴールデングローブ賞 助演男優賞ノミネート 英国アカデミー賞 助演男優賞ノミネート 全米映画俳優組合賞助演男優賞ノミネート 全米映画俳優組合賞キャスト賞受賞                                                                              | 宮本充                                        |
| 2015 | ガーディアン・ブラザーズ -小門神- 小门神                                                          | ユウ・レイ                                  | 声の出演（英語吹き替え） | 家中宏                                        |
| 2016 | ソーセージ・パーティー Sausage Party                                                              | サミー・ベーグル・ジュニア                  | 声の出演 | 多田野曜平                                    |
| 2016 | 素晴らしきかな、人生 Collateral Beauty                                                            | ホイット                                    | | 宮本充                                        |
| 2018 | 犬ヶ島 Isle of Dogs                                                                               | レックス                                    | 声の出演 | 川島得愛                                      |
| 2019 | アリータ: バトル・エンジェル Alita: Battle Angel                                                  | ノヴァ                                      | カメオ出演（クレジットなし） | （台詞なし）                                  |
| 2019 | マザーレス・ブルックリン Motherless Brooklyn                                                      | ライオネル・エスログ                        | 兼監督・製作・脚本 | 加瀬康之                                      |
| 2021 | フレンチ・ディスパッチ ザ・リバティ、カンザス・イヴニング・サン別冊 The French Dispatch           | 運転手ジョー                                | | 西村健志                                      |
| 2022 | ナイブズ・アウト: グラス・オニオン Glass Onion: A Knives Out Mystery                              | マイルズ・ブロン                            | Netflixオリジナル映画 | 宮本充                                        |
| 2023 | アステロイド・シティ Asteroid City                                                                | コンラッド・アープ                          | | 中村章吾                                      |
| 2024 | 名もなき者/A COMPLETE UNKNOWNA Complete Unknown                                                   | ピート・シーガー                            | 第97回アカデミー賞助演男優賞ノミネート |                                               |

### テレビ
| 年   | 題名                                                                    | 役名                            | 備考                                                 | 吹き替え           |
| ---- | ----------------------------------------------------------------------- | ------------------------------- | ---------------------------------------------------- | ------------------ |
| 2000 | ザ・シンプソンズ The Simpsons                                           | デヴォン・ブラッドリー          | 声の出演 第12シーズン第7話「おかしな詐欺師にご用心」 | 広瀬正志           |
| 2004 | National Geographic's Strange Days on Planet Earth                      | 司会                            |                                                      | N/A                |
| 2009 | モダン・ファミリー Modern Family                                        | イジー・ラフォンテーヌ          | 第1シーズン第8話「間違いだらけの結婚記念日」         | （吹き替え版なし） |
| 2013 | ザ・シンプソンズ The Simpsons                                           | イライジャ・フーパー牧師        | 声の出演 第24シーズン第18話「牧師交代」              | （吹き替え版なし） |
| 2013 | サタデー・ナイト・ライブ Saturday Night Live                            | ホスト / オーウェン・ウィルソン | 「Edward Norton/Janelle Monáe」                      | （吹き替え版なし） |
| 2015 | Saturday Night Live 40th Anniversary Special                            | 本人 / ステフォン               | テレビスペシャル                                     | N/A                |
| 2023 | エクストラポレーションズ:すぐそこにある未来 Extrapolations              | ジョナサン・ショパン            | 計2話出演                                            | 宮本充             |
| 2024 | ソーセージ・パーティー 〜理想郷 フードトピア〜 Sausage Party: Foodtopia | サミー・ベーグル・ジュニア      | 計8話声の出演                                        | 多田野曜平         |

## 日本語吹き替え
主に担当しているのは、以下の人物である。
家中宏
『アメリカン・ヒストリーX』で初担当。以降、多くの作品を吹き替えている。
家中自身もインタビューでは好きな担当俳優の一人としてノートンを挙げており、『レッド・ドラゴン』が他の声優の担当になったことを心残りに思ったことを明かしたと同時に、自身が担当した中でも『スコア』が特に面白かったと語っている。
平田広明
『ラリー・フリント』で初担当。以降、『ファイト・クラブ』（ソフト版）など主に初期の代表作を多数担当している。
宮本充
『世界中がアイ・ラヴ・ユー』で初担当。当初、同作のみの担当となっていたが『バードマン あるいは（無知がもたらす予期せぬ奇跡）』で再登板。以降、多く吹き替えを担当している。
このほかにも、井上倫宏、多田野曜平、遊佐浩二、桐本琢也、松本保典なども声を当てている。